# Luc van Hove
Luc van Hove (Wilrijk, 1957) è un compositore belga.

## Biografia
Van Hove ha studiato presso il Conservatorio Reale di Anversa. Successivamente ha frequentato ulteriori studi presso l'Università Mozarteum di Salisburgo e presso l'Università di Surrey. Ha conseguito numerosi riconoscimenti e ha insegnato presso il Lemmensinstituut di Lovanio e presso il Conservatorio Reale di Anversa.
Le sue opere sono composte in stile classico o in stile contemporaneo.